# Línea D10 (Córdoba)
Línea D10, anteriormente denominada D1, es una línea barrial de transporte urbano de pasajeros de la ciudad de Córdoba, Argentina. El servicio es operado por la empresa Coniferal.

## Recorrido
Desde Guarida del Bosque a ACCV.
 Servicio diurno.
IDA: Pública J6 - Pública J2 - girar a la izquierda hacia Facundo Salvo - seguir recto por esta 200 m hasta llegar a Alfredo Taborí - girar a la derecha hacia Ignacio Baltasar. Seguir recto por esta 142 m y dar toda la vuelta al Área Cuadrángular Cesar Villegas - INICIO Vuelta Redonda.
REGRESO: Seguir por Ignacio Baltasar - seguir por esta calle 510 metros - FIN Vuelta Redonda. Girar a la izquierda en Los Salmones. Seguir recto por ésta y girar a la derecha en Alfredo Taborí - girar a la izquierda en Facundo Salvo - seguir recto por esta 200 m - girar a la derecha en Pública J2 - Pública J6 - estacionar sobre ésta. - Fin del recorrido.

## Transbordo o combinación diferencial
El transbordo o combinación para las líneas diferenciales sólo se aplicará entre líneas diferenciales.
Al pasajero se le descontará la mitad del valor del pasaje diferencial al pasar la tarjeta por la segunda validadora. Esto si el transbordo se realiza dentro del plazo de una hora desde el pago del primer viaje y el pago del segundo. El costo rondaba en $ 10 (Pesos Diez) el tramo de ida.-